# Roy Brien
William Roy Brien (* 11. November 1930 in Stoke-on-Trent; † 27. Januar 1987 in Rochdale) war ein englischer Fußballspieler.

## Karriere
Brien kam im Mai 1951 zum in Stoke ansässigen Drittligisten Port Vale und war dort in den nächsten Jahren zumeist für das Reserveteam in der Cheshire County League aktiv. Seinen einzigen Pflichtspielauftritt für die erste Mannschaft hatte Brien im April 1954 in einem Auswärtsspiel beim AFC Rochdale. Als linker Läufer anstelle von Roy Sprosson aufgeboten bildete er mit Albert Mullard und Albert Leake die Läuferreihe. Durch ein 0:0 sicherte sich Port Vale in dieser Partie die Meisterschaft der Saison 1953/54 der Third Division North. Nach einer weiteren Spielzeit verließ er den Klub im Sommer 1955 wieder.